# Ulíaris (conde)
Ulíaris (em grego: Ουλίαρις; romaniz.: Oulíaris) foi um oficial gótico de provável origem germânica do século VI, ativo sob o rei Tótila (r. 541–552). Segundo analisado por Schönfeld, seu nome germânico era Viliarit.

## Vida
No final de 533 ou começo de 534, foi comandante, talvez como conde, da guarnição gótica em Nápoles, onde alegadamente acolheu desertores hunos do exército na África. Subsequentemente, Bleda, Ruderico e ele foram condes do rei Tótila (r. 541–552) e seus apoiantes mais leais. Na ocasião, Procópio descreveu-os como os mais belicosos dos godos. Em 542, comandou o exército gótico que primeiro sitiou Florença e então derrotou os romanos em Mucélio. Provavelmente mais tarde, acompanhou Rigão em sua visita a Bento de Núrsia em Monte Cassino.